# 伊斯特瓦恩·科瓦奇
伊斯特瓦恩·科瓦奇（匈牙利語：Kovács István；1992年3月27日—）是一位匈牙利足球運動員。在場上的位置是攻擊型中場。他現在效力於匈牙利足球甲級聯賽球隊維迪奧頓足球俱樂部。他也代表匈牙利國家足球隊參賽。